# Max Reinhold Weber
Max Reinhold Weber (* 25. Juli 1897 in Menziken; † 13. Dezember 1982 in Collonge-Bellerive) war ein Schweizer Bildhauer, Medailleur, Maler, Zeichner und Lithograf.

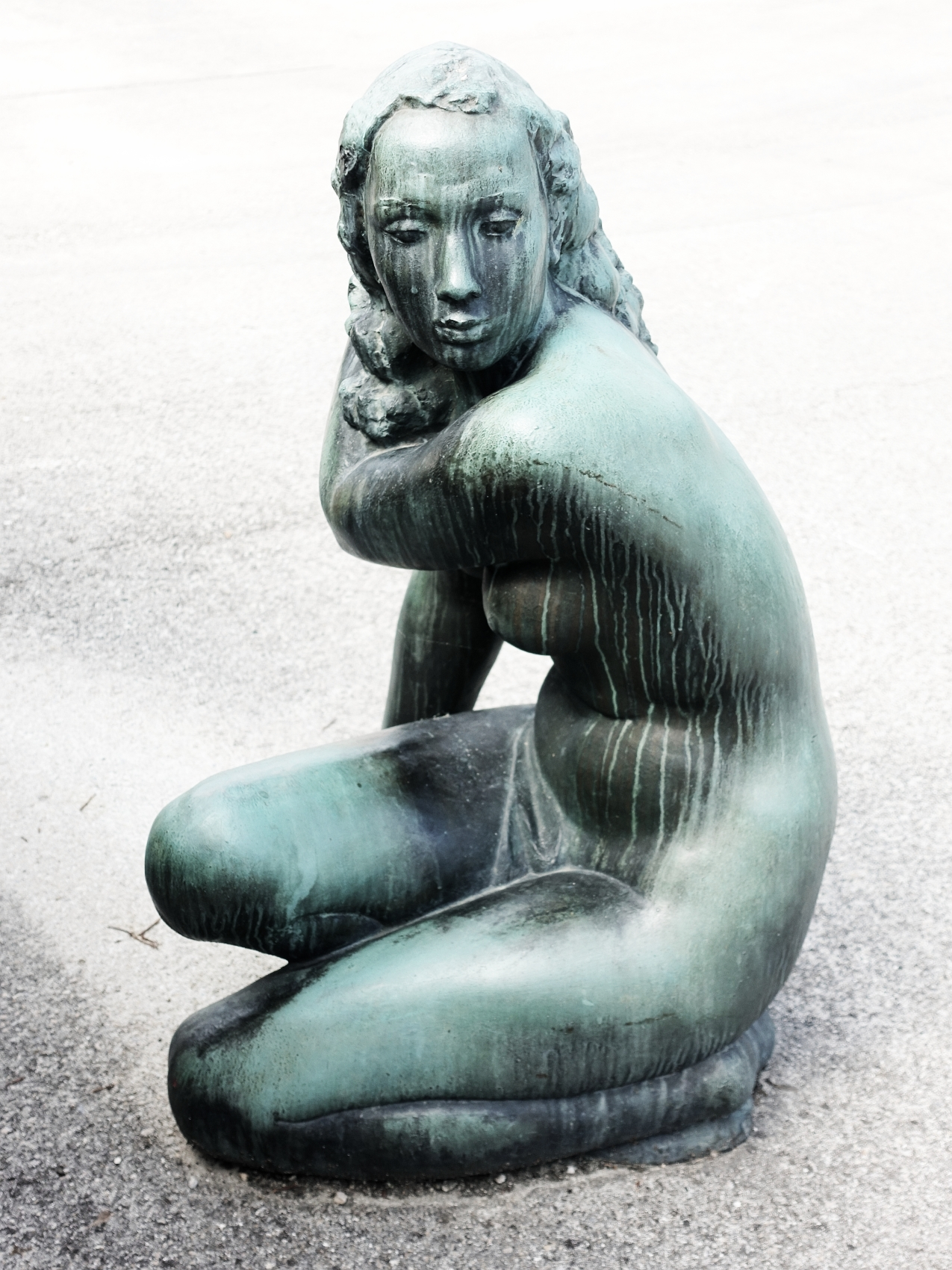
Aurora, Kurbrunnenanlage in Rheinfelden

## Leben und Werk
Max Weber entstammte einer Lithografenfamilie aus Menziken. Er trat während seiner Lehre als Lithograf 1913 in die grafische Abteilung der Kunstgewerbeschule Zürich ein. 1919 begann er in Genf eine Ausbildung zum Chromolithografen. Ab 1920 widmete er sich der Malerei und ab 1923 auch der Bildhauerei. Von 1945 bis 1963 war er in Genf an der École des Beaux-Arts als Lehrer für Bildhauerei tätig.
Weber erhielt 1925 und 1928 ein Eidgenössisches Kunststipendium. 1936 vertrat er die Schweiz an der Biennale di Venezia, und 1937 stellte er an der Weltfachausstellung in Paris im Schweizer Pavillon aus. 1937 erhielt er für seinen Entwurf des «Wehranleihe-Fünflibers 1936» den 1. Preis zugesprochen. Danach entwarf er weitere Fünfliber «100 Jahre Bundesverfassung» von 1948, «100 Jahre Rotes Kreuz» von 1963, sowie «100 Jahre Verfassungsrevision» von 1974.